# Condado de Eddy (Dakota do Norte)
O Condado de Eddy é um dos 53 condados do Estado americano da Dakota do Norte. A sede do condado é New Rockford, e sua maior cidade é New Rockford. O condado possui uma área de 1 669 km² (dos quais 37 km² estão cobertos por água), uma população de 2 757 habitantes, e uma densidade populacional de 1,5 hab/km² (segundo o censo nacional de 2000).